# Gabrielle Deydier
Gabrielle Deydier,,, née le 28 juillet 1979 à Nîmes, est une documentariste et autrice française.

## Parcours
Garielle Deydier est la fondatrice du webzine culturel Ginette Le Mag.
Elle se fait connaître par son premier ouvrage On ne naît pas grosse,, aux Éditions Goutte d'Or en 2017. Le livre rencontre un très vif succès dans la presse française et les médias, de tous bords et de toutes lignes,,,,. Il est adapté en téléfilm sous le titre Moi, grosse par Murielle Magellan, téléfilm diffusé sur France 2 en mai 2019.
En novembre 2019, elle participe à LSD, la série documentaire de France Culture dans la série intitulée Place aux gros.
En juin 2020, Arte diffuse un documentaire que l'auteure a réalisé en collaboration avec Laurent Follea et Valentine Oberti. Le film prend directement appui sur le livre et s'intitule On achève bien les gros,,. Le documentaire mêle, tour à tour, l'expérience psychosociale de l'auteure avec des saynètes fictionnelles courtes et percutantes. Le spectateur est amené à se fondre dans la peau de la protagoniste, ou de tout être gros, et de réfléchir, à ce qui se joue quand on est gros dans l'espace public, depuis le regard des autres jusqu'au marquage de toute interaction (par ex. la taille des assises).
Le travail féministe et politique de Gabrielle Deydier invite à une réflexivité quant à la pression des normes sociales, plus particulièrement sur les femmes. En cela, il vient attester, entre autres, certains travaux de l'anthropologue Véronique Nahoum-Grappe.

## Ouvrage
- On ne naît pas grosse, Éditions Goutte d'Or, 2017, 160 p.  (ISBN 1096906023)